# Bulbine angustifolia
Bulbine angustifolia är en grästrädsväxtart som beskrevs av Karl von Poellnitz. Bulbine angustifolia ingår i släktet bulbiner, och familjen grästrädsväxter. Inga underarter finns listade i Catalogue of Life.